# 주한 미국 우주군
주한 미국 우주군(USSPACEFOR-KOR)은 주한 미군의 미국 우주군 야전 지휘부이다. 오산 공군기지에 본부를 두고 있으며, 부대의 목표를 지원하기 위해 안보 협력을 포함한 모든 군사 작전 분야에 걸쳐 우주 작전을 계획, 조정, 지원 및 고용을 수행한다. 미군의 우주군 창설에 따라, 2022년 12월 14일에 창설되었다.

## 역사

### 미국 제7공군 우주사령부 예하
주한 미군 내 우주군은 창설되기 이전으로 거슬러 올라간다. 우주군이 아직 주한 미국 공군 우주사령부 소속으로 있을 때, 모든 항공서비스 구성사령부에는 우주작전에 관한 사항을 공군 사령관에게 정책을 보좌하는 우주작전관(DIRSPACEFOR)이 있었다. 이처럼 제7공군에는 우주작전관 보직이 존재하였다.

## 역대 사령관

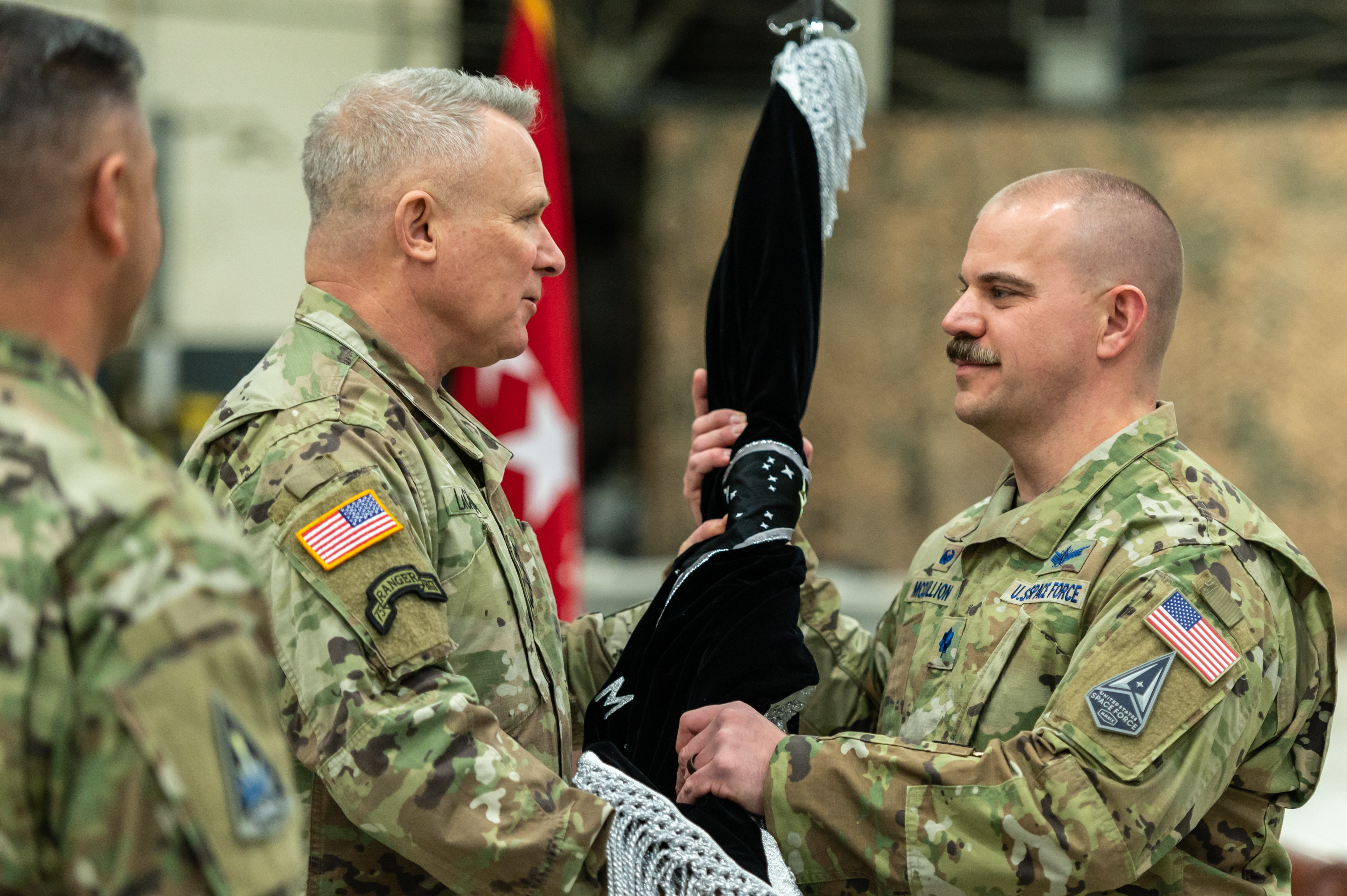
2022년 12월 14일에 열린 주한미 우주군 창설 기념식.

| 대수 | 사령관              | 사령관                  | 임기             | 임기 | 임기      | 비고 |
| 대수 | 사진                | 이름                    | 임기 시작        | 퇴직 | 임기 기간 | 비고 |
| 1    | Joshua M. McCullion | 조슈아 M. 맥컬리온 중령 | 2024년 12월 14일 | 현직 | 1년 156일 |      |
| ---- | ------------------- | ----------------------- | ---------------- | ---- | --------- | ---- |

## 같이 보기
- 주한 미군
- 미국 우주군
- 미국 공군
- 우주군
- 제7공군